# 大原駅 (広島県)
大原駅（おおばらえき）は、広島県広島市安佐南区伴東にある広島高速交通広島新交通1号線（アストラムライン）の駅である。沼田地区の中心に位置する。

## 歴史
- 1994年（平成6年）8月20日：開業[1][2]。
- 1999年（平成11年）3月20日：ダイヤ改正で急行列車が新設されたが、当駅は通過駅となる[1]。
- 2003年（平成15年）：業務委託駅となる[3]。
- 2004年（平成16年）3月20日：ダイヤ改正で急行列車が廃止され、5年ぶりに全ての列車が停車するようになる[1]。
- 2009年（平成21年）8月8日：PASPY導入[1]。
- 2015年（平成27年）：構内放送とホームの発車標を新白島駅と同等の物に更新。

## 駅構造
島式ホーム1面2線の高架駅。ホームから1フロアー降りたところに券売機・改札がある。ステーションカラーは■黄緑色。

### のりば
| のりば | 路線              | 方向 | 行先           |
| ------ | ----------------- | ---- | -------------- |
| 1      | ■アストラムライン | 下り | 広域公園前方面 |
| 2      | ■アストラムライン | 上り | 本通方面       |

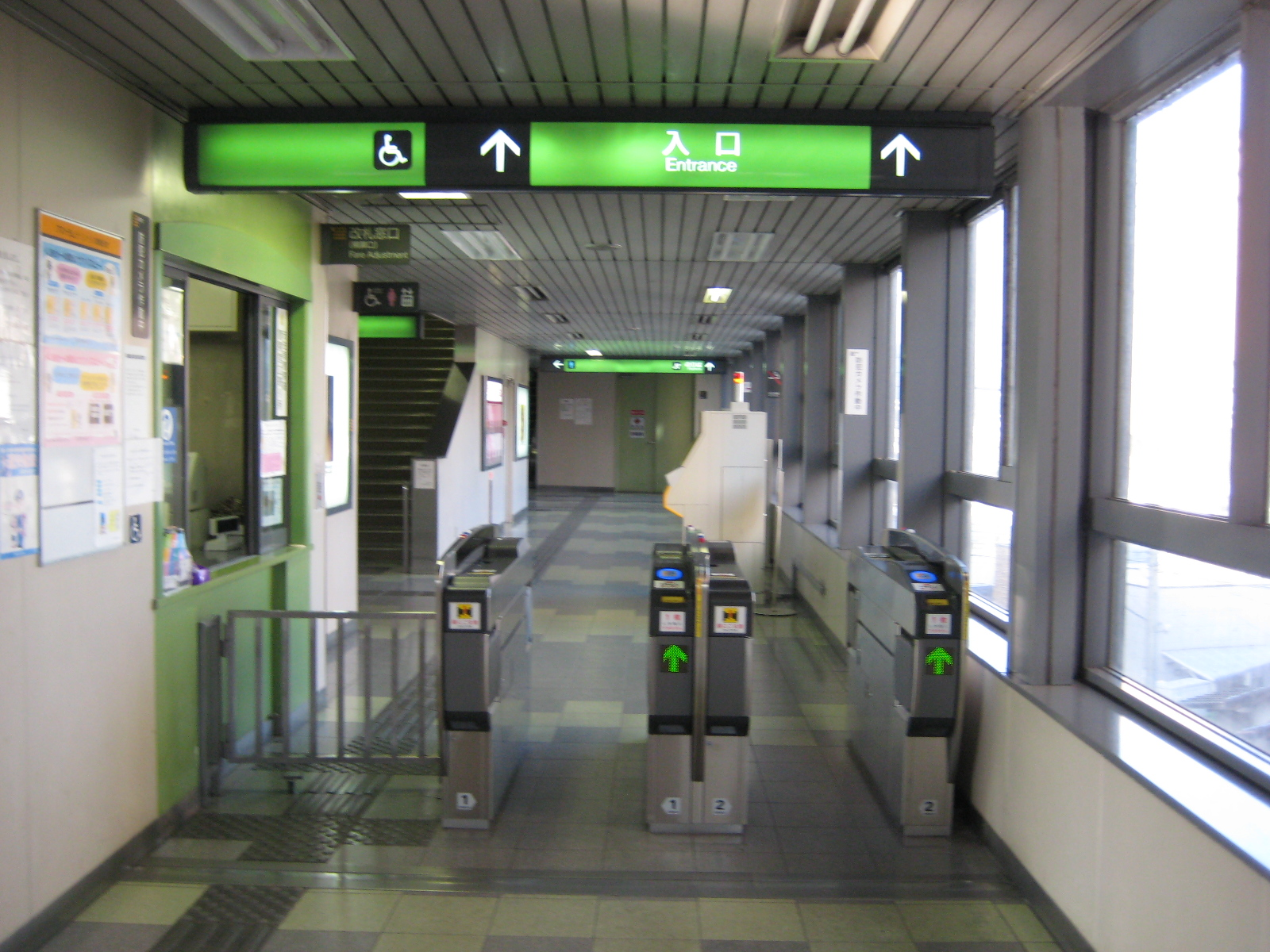
改札口（2009年8月）
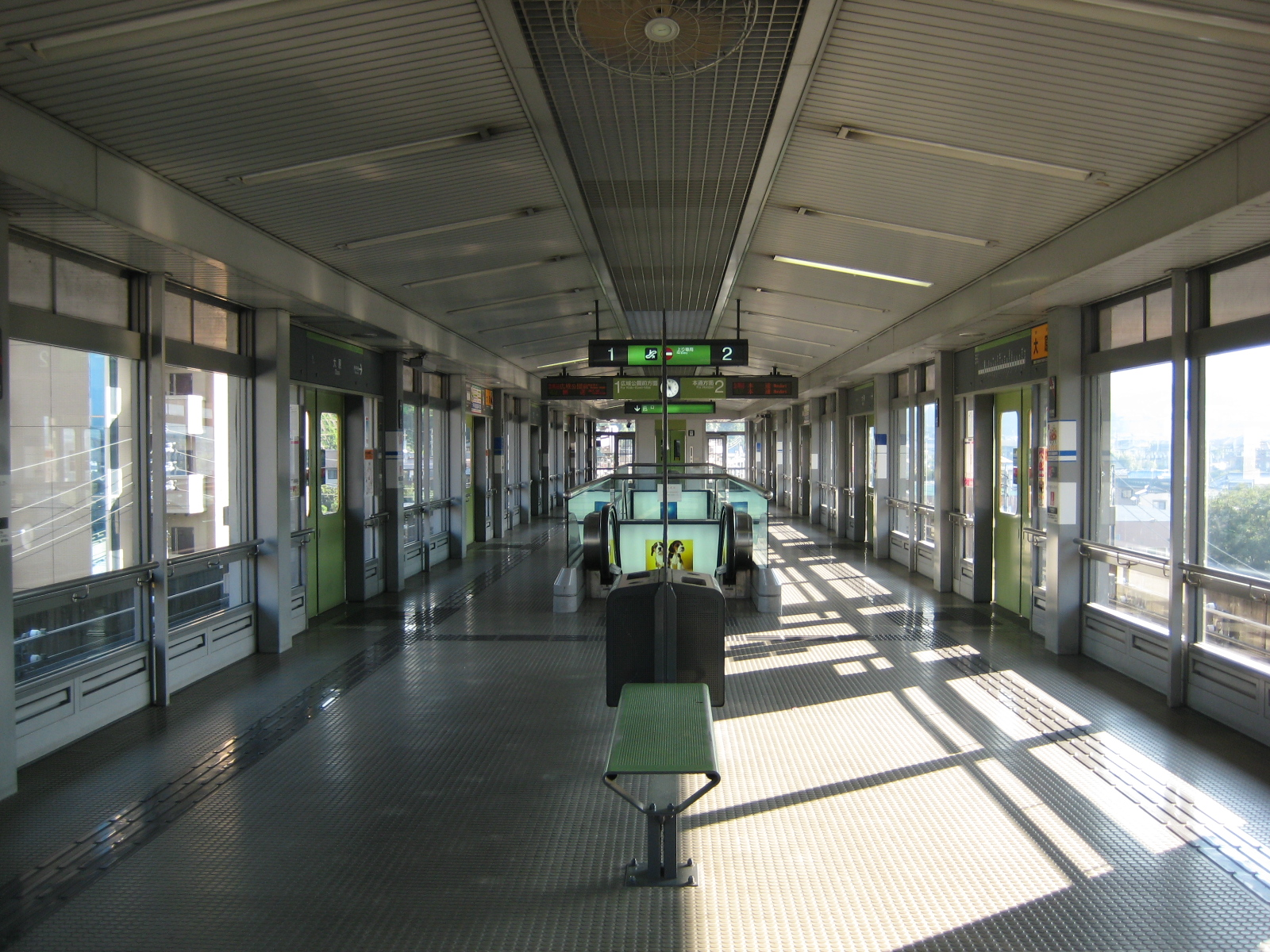
ホーム（2009年8月）

## 利用状況
以下の情報は、広島市統計書に基づいたデータである。アストラムラインでは「1年毎乗車総数」と「1年毎降車総数」の情報を公開している。1日平均乗車人員データは、年度毎の乗車総数を365（閏年は366）で割った値を小数点2位を丸めて小数点1位の値にした物である。アストラムラインのデータは1,000で丸めて提供されているので、1年毎ではプラスマイナス500の誤差があり、1日当たりでは1.4人程度の誤差が発生する。
| 年度               | 1日平均 乗車人員 | 1年毎 乗車総数 | 1年毎 降車総数 |
| ------------------ | ---------------- | -------------- | -------------- |
| 1995年（平成07年） | 1,450.8          | 531,000        | 523,000        |
| 1996年（平成08年） | 1,641.1          | 599,000        | 584,000        |
| 1997年（平成09年） | 1,652.1          | 603,000        | 585,000        |
| 1998年（平成10年） | 1,611.0          | 588,000        | 571,000        |
| 1999年（平成11年） | 1,674.9          | 613,000        | 595,000        |
| 2000年（平成12年） | 1,720.5          | 628,000        | 610,000        |
| 2001年（平成13年） | 1,668.5          | 609,000        | 590,000        |
| 2002年（平成14年） | 1,337.0          | 488,000        | 474,000        |
| 2003年（平成15年） | 1,256.8          | 460,000        | 447,000        |
| 2004年（平成16年） | 1,238.4          | 452,000        | 442,000        |
| 2005年（平成17年） | 1,254.8          | 458,000        | 450,000        |
| 2006年（平成18年） | 1,238.4          | 452,000        | 448,000        |
| 2007年（平成19年） | 1,286.9          | 471,000        | 461,000        |
| 2008年（平成20年） | 1,290.4          | 471,000        | 467,000        |
| 2009年（平成21年） | 1,268.5          | 463,000        | 460,000        |
| 2010年（平成22年） | 1,241.1          | 453,000        | 449,000        |
| 2011年（平成23年） | 1,259.6          | 461,000        | 459,000        |
| 2012年（平成24年） | 1,293.2          | 472,000        | 472,000        |
| 2013年（平成25年） | 1,339.7          | 489,000        | 485,000        |
| 2014年（平成26年） | 1,375.3          | 502,000        | 502,000        |
| 2015年（平成27年） | 1,439.9          | 527,000        | 529,000        |
| 2016年（平成28年） | 1,479.4          | 540,000        | 537,000        |
| 2017年（平成29年） | 1,487.7          | 543,000        | 541,000        |
| 2018年（平成30年） | 1,479.4          | 540,000        | 533,000        |
| 2019年（令和元年） | 1,456.3          | 533,000        | 526,000        |
| 2020年（令和02年） | 1,139.7          | 416,000        | 412,000        |
| 2021年（令和03年） | 1,202.7          | 439,000        | 433,000        |
| 2022年（令和04年） | 1,295.9          | 473,000        | 466,000        |

## 駅周辺
- 広電バス・フォーブル 「大原駅」バス乗り場
- フレスタ沼田店
- ウォンツ沼田伴店
- イズミ沼田店
- ダイソー&アオヤマ 100YEN PLAZA沼田店
- 伴郵便局
- もみじ銀行沼田支店
- 広島信用金庫沼田支店
- 沼田合同庁舎（火山館）
  - 広島市安佐南区役所沼田出張所
  - 沼田公民館
  - 沼田老人いこいの家
- 広島市立伴小学校
- 広島市立伴中学校
- 広島県道38号広島豊平線
- 広島県道265号伴広島線

## バス路線
- 広電バス[5]
  - 64 広島バスセンター・中広町・市立大学・くすの木台方面 / あさひが丘下方面
- フォーブル[6]
  - 奥畑線 - 三建産業前・奥畑・上奥畑方面
  - 椎原線 - 下大下方面
  - 戸山線 - くすの木台・戸山・緑ヶ丘方面 / 沼田高校
  - 久地線 - くすの木台・久地・飯室・安佐営業所方面
  - 三菱団地線 - 三菱団地・長楽寺駅方面
  - 若葉台線 - 若葉台方面 / 伴学校方面

## 隣の駅
広島高速交通
■広島新交通1号線（アストラムライン）
伴駅 - 大原駅 - 伴中央駅